# Guilherme Leanza
Guilherme Leanza  (Guglielmo Leanza) (Maletto, Sicília, 1909 — Sumaré, 1985) foi um compositor, maestro, professor, poeta e advogado brasileiro nascido na Itália, filho de Salvatore Leanza e Angela Botti.
Chegou ao Brasil ainda pequeno. Morou em Jaú, Birigüi, Campinas e Sumaré, onde se aposentou e morreu.
Casou-se com Ana da Costa Leanza†(1916 - 2016), e teve 6 filhos (Ana Maria Leanza †, Luís Valdir da Costa Leanza, Reinaldo da Costa Leanza, Hélio da Costa Leanza †, Sandra Maria Leanza † e Maria Beatriz Leanza.)

A História do Poeta:
Em 1924 desembarcou em Jaú com seus pais.
Ingressou na Orquestra do Teatro Rio Branco, lecionando música, tocando em bailes e serenatas.
Participou da Orquestra Sinfônica regida pelo Maestro Azzi, da qual era violinista.
Em 1934 torna-se professor de Canto Orfeônico da Escola Normal Livre São José, em substituição a Apparicio Raffa, outro violinista.
Bacharelou-se em Direito, pela Faculdade de Direito do Paraná em 19/12/1940. Foi classificado com a média geral 9,0 (nove) no julgamento dos documentos apresentados ao Concurso de Títulos para provimentos de cargos de Professor das cadeiras de Direito Constitucional e Civil, Direito Comercial e Prática de Processo Civil e Comercial, na Escola Técnica de Comércio Horário Berlinck, em Jaú, estado de São Paulo em 18/01/1947.
O Professor Guilherme Leanza foi nomeado em caráter efetivo em 19/11/1949.
Foi professor secundário na cadeira de Francês, nos colégios Carlos Gomes, Culto à Ciência, em Campinas, entre outras escolas.
Publicou livros de piano e poemas; suas obras mais conhecidas são "Chorinho Brasileiro" e "Valsinha Brasileira", para piano.
Suas obras muitas vezes foram dedicadas ao público infantil, "Versus de Hoje e de Ontem", poemas. 
Foi um dos fundadores da Academia Campinense de Letras, juntamente com o deputado Ruy de Almeida Barbosa, Sr. José de Castro Mendes, entre outros intelectuais.
Em 18 de abril de 2009 foi publicado no Diário Oficial a Lei 13.574 de 17 de abril de 2009, denominando "Praça Guilherme Leanza", uma praça pública do Município de Campinas, no Sistema de Lazer 14 do loteamento Swiss Park Residencial.